# Piyapong Pue-on
Piyapong Pue-on ou Piyapong Piew-on (ปิยะพงษ์ ผิวอ่อน en thaï) (né le 14 novembre 1959 à Prachuap Khiri Khan), est un footballeur thaïlandais, aujourd'hui entraîneur.
Il a aussi joué comme acteur dans le film d'action thaïlandais Born to Fight.

## Carrière internationale
Piyapong Piew-on a joué pendant 16 ans (de 1981 à 1997) dans l'équipe nationale thaïlandaise de football, marquant 62 buts en 91 matchs internationaux.

## Palmarès

### Joueur
Lucky-Goldstar Hwangso
- Champion de K-League (1) : 1985
- Finaliste de K-League (1) : 1986

### Individuel
- Meilleur buteur de K-League : 1985
- Meilleur passeur de K-League : 1985
- Équipe type de la K-League : 1985

## Filmographie
- 2004 : Born to Fight